# Ragaciems
Ragaciems ist ein Dorf in der Gemeinde Lapmežciems im Bezirk Tukums südlich vom Kap Ragaciems, von dem das Dorf seinen Namen erhielt. Der Ort liegt zwischen dem Rigaer Meerbusen und dem Kaņieris-See an der Straße P128, 3 km vom Zentrum der Gemeinde Lapmežciems, 23 km vom Zentrum der Grafschaft Smārde und 52 km von Riga entfernt. Im Süden entlang des Starpiņupīte-Kanals, der um 1667 oder 1668 unter Jakob Kettler, Herzog von Kurland ausgegraben wurde, grenzt das Dorf an Lapmežciems, mit dem es inzwischen verschmolzen ist.
Zwischen Starpiņupe und Ragaciems befindet sich eine große Düne namens „Kuģu kalns“. Der Legende nach hatten die Einheimischen in der Antike dort Feuer gelegt, um vorbeifahrende Schiffe anzulocken. Wenn die Seefahrer dachten, dass es dort einen Hafen gab, versuchten sie an Land zu kommen, liefen aber auf Grund. Die Plünderer stahlen ihre Schiffe, töteten alle Seeleute und schnitten ihnen sogar die Beine ab, um zu ihren Stiefeln zu gelangen. Die Beute brachten sie zum Verkauf nach Tukums.
Heutzutage besuchen Touristen den Markt, wo sie frisch geräucherten Fisch kaufen. Der Sandstrand ist beliebt und interessant sind auch Ragaciems Sedums. Sedumi ist ein ehemaliger Fischerbootsteg, an dem Fischer Netzhütten bauten. Sie lagerten Netze, Anker, Bojen und andere Fanggeräte. Sedums war auch ein Treffpunkt der Fischer, an denen die Männer über die gemeinsame Arbeit diskutierten und Ausrüstung kauften.
Der Schriftsteller und Dichter Imants Ziedonis wurde 1933 in Ragaciems „Birutas“ geboren. Er war auch Aktivist der Singenden Revolution in Lettland. Auch Haim Kogan, Geschäftsmann, Generaldirektor von Lukoil Baltija, stammt von hier.